# Francisco Irarrázaval Mena
Francisco Javier Irarrázaval Mena (11 de noviembre de 1975) es un ingeniero civil y político chileno, miembro del partido Evolución Política (Evópoli). Se desempeñó como subsecretario de Vivienda y Urbanismo durante el primer gobierno del presidente Sebastián Piñera entre noviembre de 2012 y marzo de 2014.

## Biografía
Estudió en el Saint George's College, luego ingeniería civil en la Pontificia Universidad Católica de Chile y Master en Desarrollo Económico de la Universidad de Harvard.
Durante los años de universidad, fue presidente del Centro de Alumnos de Ingeniería (1997) y vicepresidente de la Federación de Estudiantes de la Universidad Católica de Chile (FEUC) al año siguiente.[cita requerida]
En 1997 fundó Un Techo para Chile y fue su Director Nacional hasta 2004, dedicando su gestión a temas de superación de la pobreza, barrios vulnerables, campamentos y blocks de vivienda social.
En 2005 recibió el premio de la Fundación de Ingenieros de la Universidad Católica por su "Destacada Labor Social".
Después de un período trabajando en el sector privado se unió a la campaña presidencial de Sebastián Piñera, para el 2010 asumir el desafío de liderar la Secretaría Ejecutiva de Desarrollo de Barrios del Ministerio de Vivienda y Urbanismo donde introdujo innovaciones al Programa de Recuperación de Barrios y creó los programas de Atención a Blocks de Viviendas Sociales y de Aldeas y Campamentos. Posteriormente, se desempeñó como jefe de la División de Política Habitacional del Ministerio y en noviembre de 2012 asume la Subsecretaría de Vivienda y Urbanismo, donde impulsó iniciativas centradas en disminuir la segregación social y urbana del país. 
Es casado y padre de cuatro hijos.
En diciembre de 2013 ingreso al movimiento Evolución Política.
Después de su paso por el gobierno, trabajó en Ripley y desde abril de 2021 es Gerente General Corporativo en Falabella Retail.